# Liste der Kulturdenkmäler in Wald-Michelbach
Die folgende Liste enthält die in der Denkmaltopographie ausgewiesenen Kulturdenkmäler auf dem Gebiet  der Gemeinde Wald-Michelbach, Bergstraße, Hessen.
Hinweis: Die Reihenfolge der Denkmäler in dieser Liste orientiert sich zunächst an Ortsteilen und anschließend der Anschrift, alternativ ist sie auch nach der Bezeichnung, der vom Landesamt für Denkmalpflege vergebenen Nummer oder der Bauzeit sortierbar.
Kulturdenkmäler werden fortlaufend im Denkmalverzeichnis des Landes Hessen durch das Landesamt für Denkmalpflege Hessen auf Basis des Hessischen Denkmalschutzgesetzes (HDSchG) geführt. Die Schutzwürdigkeit eines Kulturdenkmals hängt nicht von der Eintragung in das Denkmalverzeichnis des Landes Hessen oder der Veröffentlichung in der Denkmaltopographie ab.

Die bisher bekannten Bau- und Kunstdenkmäler hat das Landesamt für Denkmalpflege Hessen in sogenannten Arbeitslisten erfasst. Den Arbeitslisten liegen Erkenntnisse aus Akten, Ortsbegehungen und Denkmalinventaren, jedoch keine neuere systematische Forschung, zugrunde. Die Benehmensherstellung mit der Gemeinde gemäß § 11 Abs. 1 HDSchG ist noch nicht erfolgt.
Das Vorhandensein oder Fehlen eines Objekts in dieser Liste ist keine rechtsverbindliche Auskunft darüber, ob es Kulturdenkmal ist oder nicht: Diese Liste entspricht möglicherweise nicht dem aktuellen Stand der offiziellen Denkmaltopographie. Diese ist für Hessen in den entsprechenden Bänden der Denkmaltopographie Bundesrepublik Deutschland und im Internet unter DenkXweb – Kulturdenkmäler in Hessen einsehbar. Auch diese Quellen sind, obwohl sie durch das Landesamt für Denkmalpflege Hessen aktualisiert werden, nicht immer aktuell, da es im Denkmalbestand immer wieder Änderungen gibt.
Eine verbindliche Auskunft erteilt allein das Landesamt für Denkmalpflege Hessen.
Nutze diese Kartenansicht, um Koordinaten in der Liste zu setzen. In dieser Kartenansicht sind Kulturdenkmale ohne Koordinaten mit einem roten bzw. orangen Marker dargestellt und können in der Karte gesetzt werden. Kulturdenkmale ohne Bild sind mit einem blauen bzw. roten Marker gekennzeichnet, Kulturdenkmale mit Bild mit einem grünen bzw. orangen Marker.

## Kulturdenkmäler nach Ortsteilen

### Affolterbach
| Bild            | Bezeichnung             | Lage                                                                              | Beschreibung              | Bauzeit   | Objekt-Nr. |
| --------------- | ----------------------- | --------------------------------------------------------------------------------- | ------------------------- | --------- | ---------- |
| Bild gesucht BW | Gesamtanlage Mühlstraße | Mühlstraße 1, 3, 5, 7, 2, 4, 6, 8 Lage                                            |                           |           | 56207 DDB  |
|                 |                         | Bahnstraße LageFlur: 1, Flurstück: 6/4                                            | Brunnen                   |           | 56131 DDB  |
| Bild gesucht BW |                         | Bahnstraße (K28) LageFlur: 1, Flurstück: 380/6, 381/10, 381/9                     | Brücke über den Ulfenbach |           | 56130 DDB  |
| Bild gesucht BW | ehem. Gemeindehaus      | Beerfeldener Straße 2 LageFlur: 1, Flurstück: 364/4                               |                           |           | 56132 DDB  |
| Bild gesucht BW | Hochzeitsstein          | Beerfeldener Straße 20 LageFlur: 1, Flurstück: 342/2                              |                           |           | 56133 DDB  |
| weitere Bilder  | Gustav-Adolf-Kirche     | Hauptstraße Nord 42 LageFlur: 1, Flurstück: 8                                     |                           | 1905-1907 | 56189 DDB  |
| Bild gesucht BW | Friedhof                | Hauptstraße Nord 79 LageFlur: 2, Flurstück: 31/2                                  |                           |           | 55953 DDB  |
| Bild gesucht BW | Grenzstein              | Kalte Wiese LageFlur: 1, Flurstück: 78                                            |                           |           | 56332 DDB  |
| Bild gesucht BW |                         | Mühlstraße 1 LageFlur: 1, Flurstück: 69/4, 71/1                                   |                           |           | 55621 DDB  |
| Bild gesucht BW |                         | Mühlstraße 3 LageFlur: 1, Flurstück: 68/3                                         |                           |           | 55622 DDB  |
| Bild gesucht BW | Maurer-Mühle            | Mühlstraße 24, Mühlgraben LageFlur: 1, 5, Flurstück: 112/2, 369/19, 369/20, 143/1 |                           |           | 55623 DDB  |
| Bild gesucht BW | Grenzsteinreihe         | Sang, Hofwiese LageFlur: 12, 18, Flurstück: 2/5, 1/1                              |                           |           | 56331 DDB  |

### Aschbach
| Bild            | Bezeichnung                 | Lage                                                     | Beschreibung | Bauzeit | Objekt-Nr. |
| --------------- | --------------------------- | -------------------------------------------------------- | ------------ | ------- | ---------- |
| Bild gesucht BW | Aschbacher Hammer           | Adolf-Koch-Straße 20 LageFlur: 1, Flurstück: 237/3       |              |         | 56135 DDB  |
| Bild gesucht BW | Kurfürstengut/Mittlerer Hof | Außerhalb (Aschbach) 1 LageFlur: 5, Flurstück: 1/1       |              |         | 55617 DDB  |
| Bild gesucht BW |                             | Bocksberg LageFlur: 2, Flurstück: 2/2                    |              |         | 56137 DDB  |
| Bild gesucht BW | Bildstock 1799              | Dürr-Ellenbacher Straße LageFlur: 2, Flurstück: 1/3      |              |         | 56210 DDB  |
| Bild gesucht BW |                             | Hanseweg 1 LageFlur: 1, Flurstück: 106/1                 |              |         | 55615 DDB  |
| Bild gesucht BW |                             | Hanseweg 10 LageFlur: 1, Flurstück: 101                  |              |         | 55618 DDB  |
| Bild gesucht BW | Wegekreuz                   | Im Wiesental 1 LageFlur: 1, Flurstück: 110/1             |              |         | 55616 DDB  |
| Bild gesucht BW |                             | Mühlbergstraße 10 LageFlur: 1, Flurstück: 244/1          |              |         | 55619 DDB  |
| Bild gesucht BW |                             | Mühlbergstraße 14 LageFlur: 1, Flurstück: 246/1          |              |         | 56136 DDB  |
| Bild gesucht BW | Bildstock 1780              | Mühlbergstraße (bei Nr. 8) LageFlur: 1, Flurstück: 242/2 |              |         | 56196 DDB  |
| Bild gesucht BW | Kirche Maria-Hilf           | Steinhecke 5 LageFlur: 1, Flurstück: 23                  |              |         | 56138 DDB  |
| Bild gesucht BW |                             | Waldstraße 5 LageFlur: 1, Flurstück: 100/4               |              |         | 844111 DDB |
| Bild gesucht BW |                             | Waldstraße 6 LageFlur: 1, Flurstück: 144                 |              |         | 844108 DDB |

### Gadern
| Bild                                    | Bezeichnung    | Lage                                                                      | Beschreibung | Bauzeit | Objekt-Nr. |
| --------------------------------------- | -------------- | ------------------------------------------------------------------------- | ------------ | ------- | ---------- |
| Bild gesucht BW                         | Wegekreuz 1800 | Am Hofacker (ggü. Gadener Str. 79) LageFlur: 1, Flurstück: 217/5          |              |         | 56146 DDB  |
| Direkt Bild zu diesem Denkmal hochladen |                | Am Käsberg                                                                |              |         | 56141 DDB  |
| Bild gesucht BW                         | Wegekreuz 1800 | An der Hinterwiese (bei Gaderner Straße 44) LageFlur: 1, Flurstück: 243/2 |              |         | 56144 DDB  |
| Direkt Bild zu diesem Denkmal hochladen | Bildstock 1954 | Außerhalb                                                                 |              |         | 56139 DDB  |
| Direkt Bild zu diesem Denkmal hochladen | Bildstock 1750 | Außerhalb                                                                 |              |         | 56140 DDB  |
| Bild gesucht BW                         | Bildstock 1859 | Gaderner Straße 10 LageFlur: 1, Flurstück: 4/5                            |              |         | 56142 DDB  |
| Bild gesucht BW                         |                | Gaderner Straße 32 LageFlur: 1, Flurstück: 22                             |              |         | 56143 DDB  |
| Bild gesucht BW                         |                | Gaderner Straße 50 LageFlur: 1, Flurstück: 35/14                          |              |         | 56145 DDB  |
| Bild gesucht BW                         |                | Gaderner Straße 76 LageFlur: 1, Flurstück: 58/2                           |              |         | 56147 DDB  |

### Hartenrod
| Bild            | Bezeichnung    | Lage                                             | Beschreibung                    | Bauzeit | Objekt-Nr. |
| --------------- | -------------- | ------------------------------------------------ | ------------------------------- | ------- | ---------- |
| Bild gesucht BW | Kriegerdenkmal | Zum Tannenbuckel 10 LageFlur: 1, Flurstück: 86/4 | Kriegerdenkmal auf dem Friedhof |         | 56150 DDB  |
| Bild gesucht BW |                | Zum Weißkopf LageFlur: 1, Flurstück: 38/2        | Brücke über den Gritzenbach     |         | 56149 DDB  |
| Bild gesucht BW |                | Zum Weißkopf 4 LageFlur: 1, Flurstück: 3/1       |                                 |         | 56148 DDB  |

### Kocherbach
| Bild            | Bezeichnung           | Lage                                          | Beschreibung | Bauzeit   | Objekt-Nr. |
| --------------- | --------------------- | --------------------------------------------- | ------------ | --------- | ---------- |
| Bild gesucht BW |                       | Am Kocherbach 21 LageFlur: 1, Flurstück: 50/1 |              |           | 55637 DDB  |
| Bild gesucht BW |                       | Am Kocherbach 26 LageFlur: 1, Flurstück: 40/2 |              |           | 55638 DDB  |
| weitere Bilder  | Dreifaltigkeitskirche | Am Kocherbach 33 LageFlur: 1, Flurstück: 10/1 |              | 1964–1967 | 56301 DDB  |
| Bild gesucht BW |                       | Am Kocherbach 37 LageFlur: 1, Flurstück: 9/1  |              |           | 56190 DDB  |

### Kreidach
| Bild            | Bezeichnung                 | Lage | Beschreibung | Bauzeit | Objekt-Nr. |
| --------------- | --------------------------- | --- | ------------ | ------- | ---------- |
| Bild gesucht BW |                             | Am Bug 8 LageFlur: 4, Flurstück: 9/21 |              |         | 56151 DDB  |
| Bild gesucht BW | Kreidacher Viadukt          | Eisenbahn LageFlur: 5, Flurstück: 79/4 |              |         | 55625 DDB  |
| Bild gesucht BW | Überwaldbahn                | Eisenbahn, Oberwiese, Mörlenbacher Straße (L3120), Kirrweg, Gräbenacker LageFlur: 2, 3, 4, 5, Flurstück: 47/1, 55/1, 19, 20/1, 20/2, 20/3, 40/5, 42/3, 43, 45, 46, 79/4 |              |         | 954945 DDB |
|                 |                             | L 3409 LageFlur: 1, Flurstück: 82/5 |              |         | 56333 DDB  |
| Bild gesucht BW |                             | Mörlenbacher Straße LageFlur: 4, Flurstück: 13/22 |              |         | 56153 DDB  |
| Bild gesucht BW | Transloziertes Fachwerkhaus | Mörlenbacher Straße 13 LageFlur: 5, Flurstück: 1/10 |              |         | 782782 DDB |
| Bild gesucht BW |                             | Mörlenbacher Straße 15 LageFlur: 5, Flurstück: 1/7 |              |         | 55624 DDB  |
| Bild gesucht BW | Inschriftenstein 1576       | Mörlenbacher Straße 24 LageFlur: 5, Flurstück: 46/2 |              |         | 56152 DDB  |
| Bild gesucht BW |                             | Mörlenbacher Straße 43 LageFlur: 4, Flurstück: 2/10 |              |         | 56192 DDB  |
| Bild gesucht BW | Torbogen                    | Mörlenbacher Straße 50, 52 LageFlur: 3, Flurstück: 49/10, 49/11, 49/9                                                                                                   |              |         | 56191 DDB  |
| Bild gesucht BW |                             | Zum Eichenrück 21 LageFlur: 1, Flurstück: 26/16 |              |         | 56154 DDB  |

### Ober-Schönmattenwag
| Bild                                    | Bezeichnung              | Lage                                                                        | Beschreibung | Bauzeit | Objekt-Nr. |
| --------------------------------------- | ------------------------ | --------------------------------------------------------------------------- | ------------ | ------- | ---------- |
| Bild gesucht BW                         |                          | Ellenbach (Raubacherweg) LageFlur: 8, Flurstück: 32/3                       |              |         | 56158 DDB  |
| Bild gesucht BW                         |                          | Hansengasse 14 LageFlur: 1, Flurstück: 200/4                                |              |         | 844112 DDB |
| Bild gesucht BW                         |                          | Hansengasse 20 LageFlur: 1, Flurstück: 203/9                                |              |         | 56160 DDB  |
| Bild gesucht BW                         | Alte Schule/Spritzenhaus | Hansengasse 21 LageFlur: 1, Flurstück: 207/5                                |              |         | 55626 DDB  |
| Bild gesucht BW                         |                          | Hansengasse 27 LageFlur: 1, Flurstück: 215/2                                |              |         | 55628 DDB  |
| Bild gesucht BW                         |                          | Hansengasse 28/28A LageFlur: 1, Flurstück: 188/7, 189/4                     |              |         | 55627      |
| Bild gesucht BW                         | Grenzsteinreihe I        | Hasselrain LageFlur: 27, Flurstück: 12/1                                    |              |         | 56334 DDB  |
| Bild gesucht BW                         | mit Stellsteinreihe      | Heidelberger Straße 13 LageFlur: 1, Flurstück: 231, 234/1, 235/1            |              |         | 56155 DDB  |
| Bild gesucht BW                         |                          | Heidelberger Straße 21 LageFlur: 1, Flurstück: 226/1                        |              |         | 55629 DDB  |
| Bild gesucht BW                         | mit Stellsteinreihe      | Heidelberger Straße 29, Wilhelmsgasse LageFlur: 1, Flurstück: 212/2, 213    |              |         | 56156 DDB  |
| Bild gesucht BW                         | Friedhof                 | Heidelberger Straße 60 LageFlur: 1, Flurstück: 296/5                        |              |         | 56159 DDB  |
| Bild gesucht BW                         |                          | Hintergasse 8 LageFlur: 1, Flurstück: 181/3                                 |              |         | 844110 DDB |
| Bild gesucht BW                         |                          | Hintergasse 11 LageFlur: 1, Flurstück: 169/5                                |              |         | 55630 DDB  |
| Bild gesucht BW                         |                          | Hintergasse 12 LageFlur: 1, Flurstück: 174/2                                |              |         | 56162 DDB  |
| Direkt Bild zu diesem Denkmal hochladen |                          | Hintergasse neben 11                                                        |              |         | 56201 DDB  |
| Bild gesucht BW                         |                          | Hofwiese (bei Hansengasse 14) LageFlur: 1, Flurstück: 199/11                |              |         | 56195 DDB  |
| Bild gesucht BW                         | Brechloch                | Im Striett (Raubacherweg) LageFlur: 8, Flurstück: 25/1                      |              |         | 56157 DDB  |
| Bild gesucht BW                         |                          | Kreuzwiese (bei Raubacher Weg 12) LageFlur: 9, Flurstück: 3/4               |              |         | 56161 DDB  |
| Bild gesucht BW                         |                          | Raubacher Weg 4, Am Kellerfeld LageFlur: 1, Flurstück: 248/3, 248/4, 332/63 |              |         | 55642 DDB  |
| Bild gesucht BW                         | Grenzsteinreihe II       | Taubenberg LageFlur: 7, Flurstück: 1/1, 1/2, 5/4                            |              |         | 56335 DDB  |

### Siedelsbrunn
| Bild                                    | Bezeichnung         | Lage                                             | Beschreibung | Bauzeit | Objekt-Nr. |
| --------------------------------------- | ------------------- | ------------------------------------------------ | ------------ | ------- | ---------- |
| Bild gesucht BW                         | Mauer, Gedenkstein  | Am Tannenberg 10 LageFlur: 1, Flurstück: 416/1   |              |         | 56164 DDB  |
| Bild gesucht BW                         | Alte Schule         | Brunnenstraße 19 LageFlur: 1, Flurstück: 82/1    |              |         | 55634 DDB  |
| Direkt Bild zu diesem Denkmal hochladen | Wegweisersteine     | Forsthausweg                                     |              |         | 56163 DDB  |
| Bild gesucht BW                         |                     | Mühlweg 15 LageFlur: 1, Flurstück: 11            |              |         | 55633 DDB  |
| Bild gesucht BW                         | Gefallenen-Ehrenmal | Obergasse LageFlur: 1, Flurstück: 39/2           |              |         | 55631 DDB  |
| Bild gesucht BW                         | Forsthaus           | Weinheimer Straße 1 LageFlur: 1, Flurstück: 43/1 |              |         | 55632 DDB  |

### Unter-Schönmattenwag
| Bild                                    | Bezeichnung                               | Lage                                                                                      | Beschreibung | Bauzeit | Objekt-Nr. |
| --------------------------------------- | ----------------------------------------- | ----------------------------------------------------------------------------------------- | ------------ | ------- | ---------- |
| Bild gesucht BW                         | Gesamtanlage Hauptstraße                  | Hauptstraße 51, 53, 55, 57, 62, 64, 70 LageFlur: 1, Flurstück:                            |              |         | 56338 DDB  |
| Bild gesucht BW                         |                                           | Alter Weg 7 LageFlur: 1, Flurstück: 386/4                                                 |              |         | 695501 DDB |
| Bild gesucht BW                         | Huysmühle                                 | Alter Weg 8 LageFlur: 1, Flurstück: 258/3                                                 |              |         | 56168 DDB  |
| Direkt Bild zu diesem Denkmal hochladen | Stein und Kreuz                           | Außerhalb                                                                                 |              |         | 56337 DDB  |
| Bild gesucht BW                         |                                           | Finkenbacher Weg LageFlur: 1, Flurstück: 297/4                                            |              |         | 56167 DDB  |
| Bild gesucht BW                         |                                           | Flockenbusch 24 LageFlur: 20, Flurstück: 105                                              |              |         | 56170 DDB  |
| Bild gesucht BW                         |                                           | Frankelsweg 31 LageFlur: 1, Flurstück: 42/1                                               |              |         | 56169 DDB  |
| Direkt Bild zu diesem Denkmal hochladen | Korsika                                   | Hauptstraße o. Nr.                                                                        |              |         | 56166 DDB  |
| Bild gesucht BW                         |                                           | Hauptstraße Süd 43 LageFlur: 1, Flurstück: 568/5                                          |              |         | 56171 DDB  |
| Bild gesucht BW                         |                                           | Hauptstraße Süd 70 LageFlur: 1, Flurstück: 465                                            |              |         | 55636 DDB  |
| Bild gesucht BW                         | Gefallenen-Ehrenmal                       | Hauptstraße Süd (gegenüber Nr. 31) LageFlur: 1, Flurstück: 343/9                          |              |         | 668804 DDB |
| Bild gesucht BW                         |                                           | Hinterm Ludwigsdorf LageFlur: 19, Flurstück: 21, 22                                       |              |         | 56174 DDB  |
| Direkt Bild zu diesem Denkmal hochladen | Wegweiser I                               | Holmbachs Sommerseite und Schömershaidkiefern Flur: 16, Flurstück: 1                      |              |         | 56339 DDB  |
| Direkt Bild zu diesem Denkmal hochladen | Grenzsteinreihe I                         | Jägerpfad Flur: 21, Flurstück: 36/1                                                       |              |         | 56336 DDB  |
| Bild gesucht BW                         | Kath. Pfarrkirche St. Johannes der Täufer | Kirchstraße 50 LageFlur: 1, Flurstück: 541/2                                              |              |         | 55635 DDB  |
| Bild gesucht BW                         | Stellsteinreihe                           | Kirchstraße (bei Nr. 15), Hauptstraße Süd 36 LageFlur: 1, Flurstück: 343/10, 343/7, 358/5 |              |         | 56198 DDB  |
| Bild gesucht BW                         | ehem. Papiermühle                         | Korsika 8 LageFlur: 7, Flurstück: 180/5                                                   |              |         | 56193 DDB  |
| Bild gesucht BW                         |                                           | Ludwigsdorf 15 LageFlur: 7, Flurstück: 235                                                |              |         | 56175 DDB  |
| Bild gesucht BW                         |                                           | Ludwigsdorf 40 LageFlur: 20, Flurstück: 197/3                                             |              |         | 56176 DDB  |
| Bild gesucht BW                         | Friedhof, Friedhofskreuz, Grabmäler       | Oberm Kirchpfad LageFlur: 1, Flurstück: 540/1                                             |              |         | 56165 DDB  |
| Direkt Bild zu diesem Denkmal hochladen | 3 Gedenksteine                            | Rothenberger Weg, Außerhalb                                                               |              |         | 56178 DDB  |
| Bild gesucht BW                         |                                           | Schönbrunn 17 LageFlur: 14, Flurstück: 17/2                                               |              |         | 56177 DDB  |
| Direkt Bild zu diesem Denkmal hochladen | Wegweiser II                              | Schönbrunner Hof Flur: 14, Flurstück: 9                                                   |              |         | 56340 DDB  |
| Bild gesucht BW                         |                                           | Untere Holmbach ggü. Holmbach 1 LageFlur: 19, Flurstück: 43/1                             |              |         | 56173 DDB  |

### Wald-Michelbach
| Bild                                    | Bezeichnung                                | Lage | Beschreibung | Bauzeit | Objekt-Nr. |
| --------------------------------------- | ------------------------------------------ | --- | ------------ | ------- | ---------- |
| Bild gesucht BW                         | Gesamtanlage Ortskern Wald-Michelbach      | Ludwigstraße/In der Gass Lage |              |         | 55608 DDB  |
| Bild gesucht BW                         | 21, 23, 25, 27                             | Straßburg 21, 23, 25, 27 LageFlur: 30, Flurstück: 160/2, 161/2, 163/1, 170/1, 172/2, 172/3 | Gesamtanlage |         | 56188 DDB  |
| weitere Bilder                          | Kath. Pfarrkirche St. Laurentius           | Adam-Karrillon-Straße 2 LageFlur: 1, Flurstück: 215/1 |              |         | 55584 DDB  |
| Bild gesucht BW                         |                                            | Adam-Karrillon-Straße 7 LageFlur: 1, Flurstück: 185/1 |              |         | 55587 DDB  |
| Bild gesucht BW                         |                                            | Adam-Karrillon-Straße (vor Nr. 2) LageFlur: 1, Flurstück: 421/1 |              |         | 56212 DDB  |
| Wald-Michelbacher Tunnel                | Wald-Michelbacher Tunnel                   | Alte Überwaldbahn, Eisenbahn LageFlur: 4, 15, Flurstück: 46, 56/1 |              |         | 55598 DDB  |
| Bild gesucht BW                         | Ehem. Bahnhofshotel                        | Am Bahnhof 4 LageFlur: 1, Flurstück: 16/1 |              |         | 55593 DDB  |
| Ehem. Bahnhof                           | Ehem. Bahnhof                              | Am Bahnhof 8 LageFlur: 1, Flurstück: 375/16 |              |         | 56179 DDB  |
| Bild gesucht BW                         | Bahnbedienstetenwohnhaus                   | Am Bahnhof 12 LageFlur: 1, Flurstück: 375/9 |              |         | 55599 DDB  |
| Bild gesucht BW                         | Friedhof                                   | Am Kirchberg LageFlur: 6, Flurstück: 22/6, 22/7, 23 |              |         | 55604 DDB  |
| Bild gesucht BW                         | Wasserreservoir                            | Am Wasserwerk 1 LageFlur: 1, Flurstück: 329/6 |              |         | 56180 DDB  |
| Bild gesucht BW                         |                                            | Am Wetzel LageFlur: 4, Flurstück: 75/8 |              |         | 56181 DDB  |
| Bild gesucht BW                         | Grubenhaus mit Mundloch                    | Am Wetzel 20 LageFlur: 4, Flurstück: 84/12 |              |         | 56182 DDB  |
| Bild gesucht BW                         |                                            | Auf dem Schimmelberg LageFlur: 12, Flurstück: 24/2 |              |         | 56341 DDB  |
| Direkt Bild zu diesem Denkmal hochladen | Wegweiserstein                             | Außerhalb |              |         | 55611 DDB  |
| Direkt Bild zu diesem Denkmal hochladen | Wegweiserstein am Weg nach Hartenrod       | Außerhalb |              |         | 56183 DDB  |
| Bild gesucht BW                         | Überwaldbahn                               | Eisenbahn, Wetzkeil 1, Wetzkeil, Ludwigstraße (L3120), Ludwigstraße 162, Ludwigstraße, L 3409, L 3120, In der Weidenbach, Auf der Eck, Am Bahnhof 8, Am Bahnhof 12, Am Bahnhof, Alte Überwaldbahn LageFlur: 1, 3, 5, 6, 15, 16, Flurstück: 152/16, 374/1, 374/3, 375/13, 375/16, 375/4, 375/8, 375/9, 424/2, 429, 429/1, 87/30, 299/100, 299/90, 299/93, 301/12, 301/14, 301/19, 301/20, 98, 49/10, 49/12, 50, 56/1, 24, 25/19, 25/7, 27/2, 28/3, 56/21, 59/4, 59/8 |              |         | 954946 DDB |
| Bild gesucht BW                         | Forstamt                                   | Forsthausstraße 23 LageFlur: 2, Flurstück: 65/26 |              |         | 56128 DDB  |
| Bild gesucht BW                         | Alter Friedhof                             | Halbes Viertel (bei Kirchbergstraße) LageFlur: 1, Flurstück: 162/2, 162/3 |              |         | 55606 DDB  |
| Bild gesucht BW                         | Brunnenstock                               | In der Gass LageFlur: 1, Flurstück: 424/5 |              |         | 55609 DDB  |
| Bild gesucht BW                         |                                            | In der Gass 5 LageFlur: 1, Flurstück: 221/7 |              |         | 56185 DDB  |
| Bild gesucht BW                         |                                            | In der Gass 4, 6 LageFlur: 1, Flurstück: 84/1, 85/1 |              |         | 56184 DDB  |
| Bild gesucht BW                         | Ehem. Rathaus                              | In der Gass 9 LageFlur: 1, Flurstück: 245/1 |              |         | 55588 DDB  |
| Bild gesucht BW                         |                                            | In der Gass 15 LageFlur: 1, Flurstück: 250/3 |              |         | 55589 DDB  |
| Bild gesucht BW                         |                                            | In der Gass 16 LageFlur: 1, Flurstück: 70/3 |              |         | 55590 DDB  |
| Bild gesucht BW                         |                                            | In der Gass 18 LageFlur: 1, Flurstück: 69/3 |              |         | 55591 DDB  |
| Bild gesucht BW                         | Steinkreuz-Nest                            | Krummwiese LageFlur: 1, Flurstück: 431 |              |         | 55601 DDB  |
| Bild gesucht BW                         | Lichtenklinger Kapelle, Lichtenklinger Hof | Lichtenklinger Hof LageFlur: 21, Flurstück: 1/1, 1/2 |              |         | 55586 DDB  |
| Bild gesucht BW                         |                                            | Lichtenklinger Hof LageFlur: 21, Flurstück: 1/1 |              |         | 56197 DDB  |
| Bild gesucht BW                         |                                            | Ludwigstraße 16 LageFlur: 8, Flurstück: 77/23 |              |         | 55610 DDB  |
| Bild gesucht BW                         | Adam-Karrillon-Schule                      | Ludwigstraße 38 LageFlur: 1, Flurstück: 207/3 |              |         | 55594 DDB  |
| Bild gesucht BW                         | Zum Löwen                                  | Ludwigstraße 41 LageFlur: 1, Flurstück: 86/2 |              |         | 56186 DDB  |
| Bild gesucht BW                         |                                            | Ludwigstraße 45 LageFlur: 1, Flurstück: 98/4 |              |         | 56213 DDB  |
| Bild gesucht BW                         |                                            | Ludwigstraße 50 LageFlur: 1, Flurstück: 219 |              |         | 56187 DDB  |
| weitere Bilder                          | Ev. Pfarrkirche                            | Ludwigstraße 52 LageFlur: 1, Flurstück: 123/1 |              |         | 55583 DDB  |
| Bild gesucht BW                         |                                            | Ludwigstraße 86 LageFlur: 1, Flurstück: 166/3 |              |         | 55595 DDB  |
| Bild gesucht BW                         |                                            | Ludwigstraße 88 LageFlur: 1, Flurstück: 164/4 |              |         | 55612 DDB  |
| Bild gesucht BW                         |                                            | Ludwigstraße 90 LageFlur: 1, Flurstück: 165/1 |              |         | 55614 DDB  |
| Bild gesucht BW                         |                                            | Ludwigstraße 92 LageFlur: 1, Flurstück: 157/4, 157/5 |              |         | 55613 DDB  |
| Bild gesucht BW                         | Wellblechschuppen                          | Ludwigstraße 105 LageFlur: 6, Flurstück: 10/4 |              |         | 55607 DDB  |
| Bild gesucht BW                         | Ehem. Bahnhof                              | Ludwigstraße 162 LageFlur: 5, Flurstück: 301/14 |              |         | 55597 DDB  |
| Bild gesucht BW                         | Brunnen                                    | Ludwigstraße (ggü. 103) LageFlur: 6, Flurstück: 97/23 |              |         | 56211 DDB  |
| Bild gesucht BW                         | Ulfenbachbrücke                            | Ludwigstraße, Ludwigstraße (L3120) LageFlur: 5, Flurstück: 299/100, 299/101, 299/102 |              |         | 55605 DDB  |
| weitere Bilder                          | Hammer-Schlößchen, Huysmühle               | Mühlgraben, Neckarstraße 29 LageFlur: 4, 5, Flurstück: 106/1, 299/68 |              | um 1600 | 55585 DDB  |
| Bild gesucht BW                         | Ehem. Schule                               | Neckarstraße 48 LageFlur: 4, Flurstück: 96/1 |              |         | 55602 DDB  |
| Bild gesucht BW                         |                                            | Neustadt 35 LageFlur: 4, Flurstück: 157/2 |              |         | 55641 DDB  |
| Bild gesucht BW                         | Ehem. Schule                               | Ober-Mengelbach 14 LageFlur: 11, Flurstück: 19/9 |              |         | 55603 DDB  |
| Bild gesucht BW                         |                                            | Schwalbengasse 61 LageFlur: 1, Flurstück: 30/2 |              |         | 55592 DDB  |
| Bild gesucht BW                         | Brücke                                     | Wetzkeil LageFlur: 1, Flurstück: 429 |              |         | 55600 DDB  |
| Bild gesucht BW                         | Transformatorengebäude                     | Wetzkeil 39 LageFlur: 3, Flurstück: 6/56 |              |         | 55596 DDB  |
| Bild gesucht BW                         |                                            | Willeberg LageFlur: 11, Flurstück: 53/1 |              |         | 56194 DDB  |